# Anni Perka
Anni Perka (* 8. März 1989 in Hamburg, bürgerlich Annett Loder) ist eine deutsche Schlagersängerin und Moderatorin, die sich ab 2015 im modernen Popschlager etabliert hat.

## Leben und Ausbildung
Anni Perka wuchs in Hamburg auf und absolvierte eine Musical-Ausbildung an der Stage School Hamburg. Bereits während ihrer Ausbildung arbeitete sie als Werbesprecherin, trat als Helene Fischer‑Double mit bis zu 200 Live-Auftritten jährlich auf und sammelte erste musikalische Bühnenerfahrung im Kindesalter.
Neben ihrer Karriere im Schlagerbereich ist sie auch als Model, Moderatorin und Werbesprecherin tätig.

## Musikalische Karriere
2015 wurde sie beim Label Telamo unter Vertrag genommen und veröffentlichte ihr Debütalbum Lass uns träumen, das auf Anhieb den Einstieg in die Top 10 der offiziellen Schlagercharts erreichte. Für dieses Album erhielt sie den Smago!-Award 2016 als „Beste weibliche Neuentdeckung“.
Nach der Trennung von Telamo und ihrem damaligen Management im Jahr 2019 erfolgte 2020 ein künstlerischer Neuanfang bei Klondike Records / Kent Records unter eigenem Management. Seitdem ist sie als Co-Songwriterin an allen Veröffentlichungen beteiligt, u. a. in Zusammenarbeit mit Produzenten wie Paul Falk und Daniel Sommer.
Seit diesem Neustart platzierten sich sämtliche ihrer Singles in den Top 15 der deutschen Airplay-Charts (Kategorie: Konservativ Pop).

## Streaming-Erfolge
Ihre Songs wurden millionenfach gestreamt und geklickt. So erreichte z. B. Dürfen wir das (mit Dennis Wilms) über 2 Millionen Streams auf Spotify und YouTube jeweils.
Im Jahr 2025 zählt sie rund 90.000 monatliche Hörer auf Spotify.

## Diskografie

### Alben
- 2016: Lass uns träumen (Telamo)
- 2018: Dafür lebe ich (Telamo)
- 2025: Es fängt grad erst an (VÖ: 24. Oktober 2025, Klondike Records)[1]

### Singles (Auswahl)
- 2015: Tanz auf dem Vulkan
- 2016: Bitte melde dich
- 2017: Auf einmal (mit Annemarie Eilfeld, Julian David, Mitch Keller, Christian Lais, Tanja Lasch, Ireen Sheer und Vincent Gross – Benefiz-Single für SOS-Kinderhilfe)
- 2020: Kleines großes Glück
- 2020: Der schönste Tag (Airplay bis Platz 13)
- 2021: Weil irgendwas für immer bleibt
- 2021: Allein war gestern
- 2022: Deine Stimme
- 2022: Das Glück ist jetzt
- 2023: Liebe auf den ersten Tanz
- 2023: Dürfen wir das (mit Dennis Wilms bis auf Platz 5 der Airplay Charts)
- 2024: Lüg mir ins Gesicht
- 2024: Sexy gefährlich (Höchstplatzierung Platz 5, 8 Wochen Airplay-Top 10)
- 2025: Dein Blick sagt alles (mehrere Wochen Airplay-Top 10)
- 2025: Einmal zu oft (über 10 Wochen Airplay Top 20, Höchstplatzierung: Platz 10; auch in Österreichs Airplay-Top 50)

## TV-Auftritte
Perka war regelmäßig in populären Schlagersendungen im deutschsprachigen Fernsehen zu sehen, darunter:
- Immer wieder sonntags (SWR, ARD) – regelmäßige Sommerauftritte
- Die Feste mit Florian Silbereisen (ARD)
- Wer weiß denn sowas? (ARD, 2022) – Kandidatin im Team mit Elton
- Die Party mit Ross Antony (MDR)
- Die Schlager des Monats (MDR) mit Bernhard Brink (2019–2023)

## Live-Shows und Engagement
Anni Perka absolviert rund 40 Live-Auftritte pro Jahr, darunter:
- Schlagerolymp (Berlin)
- Schlager im Park (Bad Kötzting)
- Tour-Support für Giovanni Zarrella

Seit 2025 veranstaltet sie gemeinsam mit ihrem Ehemann Peter Loder ihr eigenes Eventformat: Anni Perka präsentiert: SCHLAGERfeeling
Dabei lädt sie  Künstler der Schlagerszene ein und präsentiert mit ihnen gemeinsame Duette. Die Eventreihe findet zweimal jährlich statt. Das nächste Event am 24. Oktober 2025 in Landshut soll gleichzeitig als  Releasekonzert ihres Albums, u. a. mit Norman Langen und Eva Luginger dienen.
Darüber hinaus ist sie an weiteren Veranstaltungsreihen beteiligt, darunter: Schlagerradio SommerReise im Sonnenhof Lam.

## Soziales Engagement
2017 beteiligte sich Anni Perka am Projekt Schlagerstars für Kinder gemeinsam mit vielen Größen der Schlagerszene zu Gunsten der SOS Kinderhilfe.
Im Jahr 2022 nahm sie für mehrere Monate im Zuge der Ukraine-Hilfsbewegung eine Flüchtlingsfamilie bei sich auf.

## Auszeichnungen
- 2016: Smago!-Award – Beste weibliche Neuentdeckung (für Lass uns träumen)[2]